# Wohlmannstätt
Wohlmannstätt ist ein Gemeindeteil  von St. Wolfgang im oberbayerischen Landkreis Erding.

## Lage
Der Einödhof Wohlmannstätt liegt etwa 1,5 Kilometer nordöstlich des Gemeindehauptorts Sankt Wolfgang.

## Bevölkerungsentwicklung
Um 1925 gab es in Wohlmannstätt 13 Einwohner. Im Mai 1987 lebten dort zwei Einwohner in einem Wohngebäude.
| Jahr      | 1925 | 1950 | 1970 | 1987 |
| Einwohner | 13   | 6    | 3    | 2    |